# Saussurea canandrifoia
Saussurea canandrifoia là một loài thực vật có hoa trong họ Cúc. Loài này được Nakai miêu tả khoa học đầu tiên.